# Aeroporto di Fergana
L'Aeroporto di Fergana (IATA: FEG, ICAO: UTKF), conosciuto anche come l'Aeroporto Gornyj è un aeroporto usbeco situato a Sud-Ovest dal centro della città di Fergana, capoluogo dell'omonima provincia, nell'Uzbekistan orientale con una popolazione di circa 3 mln abitanti.

## Storia
- 1938 - apertura della prima pista aeroportuale dell'aeroporto di Fergana.
- 2009 - apertura del complesso aeroportuale a Fergana dopo i lavori di ricostruzione con capacità di transito di 400 passeggeri/ora.

## Dati tecnici
La struttura, posta all'altitudine di 604 m / 1 980 ft sul livello del mare, è dotata di un unico terminal e di due piste d'atterraggio: la pista principale con fondo in asfalto, lunga 2 860 m e larga 50 m (9 383 x 164 ft) con orientamento 18/36 ed equipaggiata di impianto di illuminazione a bassa intensità LIRL con peso massimo al decollo di 170 tonnellate; la pista secondaria con fondo in terra, lunga 2 800 m e larga 100 m con orientamento 18/36 aperta di giorno.
L'aeroporto è aperto al traffico commerciale ed è equipaggiato per l'atterraggio e decollo dei modelli di velivoli Airbus A310, Airbus A320, Antonov An-12, Antonov An-124, Avro RJ-85, Boeing 757, Boeing 767, Ilyushin Il-76, Ilyushin Il-114 e di altri aerei di classe da 1 a 4.
L'aeroporto, militare ma normalmente aperto al traffico civile, è aperto al traffico commerciale.